# Camille Liefmans
Camille Liefmans (Oudenaarde, 1 september 1857 - 25 november 1906) was een Belgisch volksvertegenwoordiger.

## Levensloop
Gepromoveerd tot doctor in de rechten (1879) en kandidaat in het notariaat (1880) aan de Rijksuniversiteit Gent, werd Liefmans pleitbezorger en advocaat in Oudenaarde.
Hij werd verkozen tot liberaal volksvertegenwoordiger voor het arrondissement Oudenaarde in mei 1900 en vervulde dit mandaat tot aan zijn dood. Hij was nog geen vijftig.
In 1903 was hij medeoprichter van de Vrije Werkersbond van Oudenaarde, die alle vrijzinnige werklieden van Oudenaarde, Leupegem en Bevere wilde verenigen. Hij was ook promotor en sponsor van liberale ziekenkassen.